# Силакрогс (Ропажский край)
Силакрогс (латыш. Silakrogs) — посёлок вблизи Риги, в Ропажском краю (Латвия). Расположен посреди леса к востоку от Рижской объездной дороги A4, к югу от реки Лиела-Югла, в 15 км от уездного центра Ропажи и в 29 км от центра Риги. На юго-западной окраине села расположено озеро Силезерс.
Поселок был основан в послевоенные годы как военный городок Советской армии, где до 1993 года дислоцировался 206-й Отдельный кадрированный полк связи (в/ч 64555). В Силакрогсе большая часть жилых домов представляет собой 4-5 этажные панельные дома (некоторые достроены после ухода Советской Армии, некоторые ещё не достроены); есть несколько промышленных предприятий и магазинов. В переоборудованном бункере бывшей ракетной части действует современное книжное хранилище редких и невостребованных книг Латвийской национальной библиотеки. В посёлке раньше было собственное почтовое отделение (LV-2104), но позже оно было присоединено к почтовому отделению в Закюмуйже (LV-2133), которое теперь примыкает к почтовому отделению Ропажи, сохранив старый индекс.